# Penela
Penela és un municipi portuguès, situat al districte de Coïmbra, a la regió del Centre i a la subregió de Pinhal Interior Norte. L'any 2004 tenia 6.336 habitants. Limita al nord amb Miranda do Corvo, a l'est amb Figueiró dos Vinhos, al sud-oest amb Ansião, a l'oest amb Soure i al nord-oest amb Condeixa-a-Nova.

## Població
| Població del concelho de Penela (1801 – 2004) | Població del concelho de Penela (1801 – 2004) | Població del concelho de Penela (1801 – 2004) | Població del concelho de Penela (1801 – 2004) | Població del concelho de Penela (1801 – 2004) | Població del concelho de Penela (1801 – 2004) | Població del concelho de Penela (1801 – 2004) | Població del concelho de Penela (1801 – 2004) | Població del concelho de Penela (1801 – 2004) |
| --------------------------------------------- | --------------------------------------------- | --------------------------------------------- | --------------------------------------------- | --------------------------------------------- | --------------------------------------------- | --------------------------------------------- | --------------------------------------------- | --------------------------------------------- |
| 1801                                          | 1849                                          | 1900                                          | 1930                                          | 1960                                          | 1981                                          | 1991                                          | 2001                                          | 2004                                          |
| 6893                                          | 7671                                          | 9954                                          | 10754                                         | 9438                                          | 8023                                          | 6919                                          | 6594                                          | 6421                                          |

## Freguesies
- Cumeeira
- Espinhal
- Podentes
- Rabaçal
- Santa Eufémia (Penela)
- São Miguel (Penela)